# Brlog
Brlog (auch Brlog Ozaljski) ist ein kleiner Ort in der Gespanschaft Karlovac (Kroatien), seit 2003 Ortsteil der Gemeinde Kamanje.

## Geschichte
Die erste urkundliche Erwähnung des Orts stammt aus dem Jahre 1544 und bezieht sich auf die Burg Brlog-Grad, die etwa drei Kilometer nordwestlich des Dorfs am Südufer der Kupa liegt.  Diese war im Besitz der Frankopanen und ging in diesem Jahr durch Heirat an das Grafengeschlecht der Zrinski.  In der zweiten Hälfte des 18. Jahrhunderts ließ der damalige Besitzer, General Graf Benvenuto von Petazzi, das Anwesen zu einem repräsentativen Barockschloss um- und ausbauen. Nach Petazzis Tod (1784) wechselten die Besitzer mehrfach, bis das Schloss 1893 an einen örtlichen Landwirt verkauft wurde, der sich einen Teil für seine Bedürfnisse umbaute und einen großen Teil des Schlosses abriss.

## Einwohnerentwicklung
Die Bevölkerung des Dorfs zählte von der Mitte des 19. Jahrhunderts bis nach dem Zweiten Weltkrieg immer zwischen 250 und 300, sank dann allmählich und schrumpfte schließlich nach dem Zerfall von Jugoslawien auf nur noch ein Drittel der einstigen Größe.
| Einwohnerentwicklung | Einwohnerentwicklung | Einwohnerentwicklung | Einwohnerentwicklung | Einwohnerentwicklung | Einwohnerentwicklung | Einwohnerentwicklung | Einwohnerentwicklung | Einwohnerentwicklung | Einwohnerentwicklung | Einwohnerentwicklung | Einwohnerentwicklung | Einwohnerentwicklung | Einwohnerentwicklung | Einwohnerentwicklung |
| -------------------- | -------------------- | -------------------- | -------------------- | -------------------- | -------------------- | -------------------- | -------------------- | -------------------- | -------------------- | -------------------- | -------------------- | -------------------- | -------------------- | -------------------- |
| 1857                 | 1869                 | 1880                 | 1890                 | 1900                 | 1910                 | 1921                 | 1931                 | 1948                 | 1953                 | 1961                 | 1971                 | 1981                 | 1991                 | 2001                 |
| 288                  | 291                  | 258                  | 275                  | 244                  | 249                  | 235                  | 266                  | 296                  | 305                  | 277                  | 197                  | 164                  | 142                  | 93                   |

## Persönlichkeiten
- Paul Puhallo von Brlog (1856–1926), kuk Generaloberst, geboren in Brlog
- Emilij Laszowski (1868–1949), Historiker, geboren auf Brlog-Grad